# 埃德蒙·戈斯

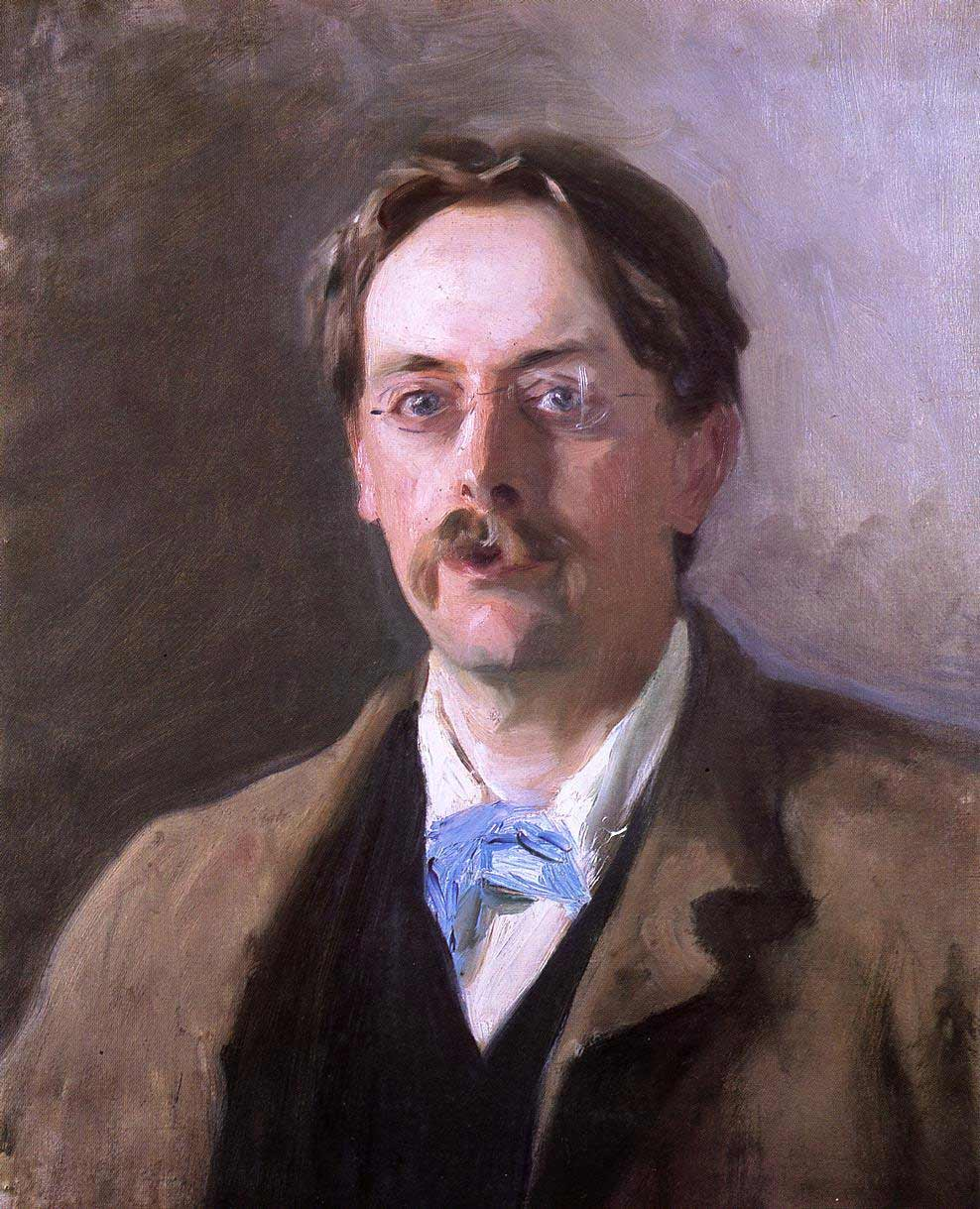
Edmund Gosse, by John Singer Sargent, 1886

埃德蒙·威廉·戈斯（英語：Sir Edmund William Gosse，1849年9月21日—1928年5月16日）是一位英国诗人，作家，文学史家，文学评论家，巴斯勋章获得者。他的自传《父与子》被认为是英国传记文学史上第一部现代派心理传记。

## 早年生活
戈斯的父亲飞利浦·亨利·戈斯是一位博物学家，母亲是一位出版了很多诗集的插画家。他们都信奉一个小型新教教派——普利茅斯弟兄会。在戈斯8岁时，母亲因乳腺癌去世，他和父亲搬到了德文郡。由于宗教信仰问题，他与父亲的关系变得越来越紧张。这也正是他的自传《父与子》的创作背景。

## 职业生涯
从1867年起，戈斯开始在大英博物馆担任助理图书管理员。1872年到1874年期间，他访问了丹麦和挪威，拜访了安徒生和弗雷德里克·帕鲁丹·穆勒（Frederik Paludan-Müller）并在康希尔杂志（Cornhill Magazine）上发表了对亨利克·易卜生和比约恩斯彻纳·比昂松的文学评论。随后，他便在各种出版杂志上发表关于斯堪的纳维亚文学的评论文章。他结识了丁尼生，并与罗伯特·布朗宁、托马斯·哈代和亨利·詹姆斯等文学作家成为好友。
在1884年到1890年期间，戈斯在剑桥大学三一学院讲授英语文学。 1886年，他被剑桥大学授予荣誉硕士学位。1889年他正式成为三一学院“枢密会”（英文：by order of the Council）的成员。1884年，他成功地在美国进行了巡回演讲，并出版了一系列文学批评作品和诗集。
1904年，他成为英国上议院图书馆的图书管理员，并为“星期日泰晤士报”撰稿，专注于研究约翰·多恩，杰里米·泰勒（Jeremy Taylor）等文学家及他们的作品。戈斯在1910年和1915年分别帮助了两位因陷入经济困难而苦苦挣扎的爱尔兰作家——威廉·巴特勒·叶芝和詹姆斯·乔伊斯。这使得两位作家获得了英国官方的财政支持，文学创作生涯得以延续。

## 荣誉
戈斯在1912年被授予巴斯勋章，1925年被授予爵士勋衔。

## 著作

### 文学评论作品
- 《十八世纪文学史》A History of Eighteenth Century Literature （页面存档备份，存于） (1889)
- 《图书馆私语》Gossip in a Library (1892)
- 《现代英语文学简史》A Short History of Modern English Literature （页面存档备份，存于） (1897)[9]
- 《托马斯·布朗传》Life of Sir Thomas Browne (1905)
- 《桌上的书》More Books on the Table (1923)

### 传记
- 《灰色》Gray （页面存档备份，存于） (1882)
- 《菲利普·亨利·戈斯传》The Life of Philip Henry Gosse, F.R.S. (1890) 在线文本 （页面存档备份，存于）
- 《父与子》Father and Son (1907)

## 拓展链接
- Edmund Gosse的作品  - 古騰堡計劃
- 互联网档案馆中埃德蒙·戈斯的作品或与之相关的作品
- 來自埃德蒙·戈斯的LibriVox公共領域有聲讀物